# Mathis Wackernagel
Mathis Wackernagel, född 10 november 1962, är en schweizisk-född hållbarhetsförespråkare. Han är VD för Global Footprint Network, en internationell tankesmedja inriktad på hållbarhet med kontor i Oakland, Kalifornien; Bryssel, Belgien och Genève, Schweiz. Tankesmedjan är en ideell verksamhet som fokuserar på att utveckla och främja mätvärden för hållbarhet.
Efter avslutad examen (1988) i maskinteknik från Swiss Federal Institute of Technology avslutade han 1994 sin doktorsexamen inom samhälls- och regionalplanering vid University of British Columbia i Vancouver, Kanada. Där, handledd av professor William Rees, skapade han och Rees det ekologiska fotavtryckskonceptet och utvecklade metodiken i sin doktorsavhandling. Han har arbetat med hållbarhetsfrågor för organisationer i Europa, Latinamerika, Nordamerika, Asien och Australien. Wackernagel var tidigare chef för hållbarhetsprogrammet vid Redefining Progress i Oakland, Kalifornien (1999–2003), och ledde Center for Sustainability Studies / Centro de Estudios para la Sustentabilidad i Mexiko (1995-2001). 2004 var han också en adjungerad fakultetsmedlem vid SAGE vid University of Wisconsin – Madison. 2010 utnämndes han till Frank H. T. Rhodes Class 1956 som gästprofessor vid Cornell University (1 juli 2011 - 30 juni 2013).
Wackernagel har sagt att "Överskridande av vårt ekologiska fotavtryck kommer till slut att likvidera planetens ekologiska tillgångar."

## Utmärkelser
År 2018 var Mathis Wachernagel och Zhifu Mi gemensamma mottagare av  World Sustainability Award. Wackernagel fick tillsammans med Susan Burns Skoll Award för socialt entreprenörskap från Skoll Foundation 2007. Han blev hedersdoktor vid University of Bern 2007, fick 2006 World Wide Fund for Nature Award for Conservation Merit och 2005 Herman Daly Award från US Society for Ecological Economics. Med Global Footprint Network fick han det internationella priset Calouste Gulbenkian 2008 (Lissabon, Portugal) ”dedikerad till respekten för biologisk mångfald och försvar av miljön i människans förhållande till naturen.”
2013 fick Mathis Wackernagel Prix Nature Swisscanto. Tidigare fick han 2012 års bindande pris för naturskydd, det tvååriga Kenneth Boulding-priset från International Society for Ecological Economics, och Blue Planet Prize från Asahi Glass Foundation (de två senare med William E. Rees). Han fick också 2011 Zayeds internationella pris för miljö i kategorin "åtgärder som leder till en positiv förändring i samhället." Zayed-priset erkände Wackernagels bidrag till att "översätta komplexiteten i mänsklighetens påverkan på miljön och naturresurserna till en mer förståelig form som man kan agera efter. Begreppet "ekologiska gränser" och att relatera människors krav till planeten tillgängliga ekologiska resurser, har lockat till och katalyserar åtgärder bland regeringar, företag och civilsamhället." 
The (En)Rich List rankade Mathis Wackernagel som nummer 19 av de 100 mest inspirerande individerna som bidrar till hållbar framtid.

## Publicerade verk
- Vårt ekologiska fotavtryck: Minska människors påverkan på jorden (med Williams E. Rees och Phil Testemale, 1995, New Society Publishers) ISBN 0-86571-312-X
- Ekologiskt fotavtryck: Hantera vår biokapacitetsbudget (med Bert Beyers, 2019, New Society Publishers) ISBN 978-0-86571-911-8
- Dela naturens intresse (med Nicky Chambers och Craig Simmons, 2001) ISBN 1-85383-738-5
- Vinnarna och förlorarna i global konkurrens: Varför miljöeffektivitet förstärker konkurrenskraften: En studie av 44 nationer (med Andreas Sturm, 2003) ISBN 1-55753-357-1
- Der Ecological Footprint. Die Welt neu vermessen. (med Bert Beyers) 
  - 2010 ISBN 3-931705-32-3
  - 2016, ISBN 978-3863930745    (med uppdaterade siffror)
- MDPI-hållbarhet, 2019, "Defying the Footprint Oracle: Implications of Lands Resource Trends" (open access)
- Frontiers in Energy Research, 2017, "Att göra målen för hållbar utveckling  hållbara" (open access)
- Planetary Prosperity Means Zero Carbon, Impakter.com, 2017
- Har de hållbara utvecklingsmålen redan problem?, Impakter.com, 2017

### Intervjuer med Wackernagel
- Research Outreach. "Mät vad du skattar" april 2019
- Naturlig intelligens. Pod Cast. "Balansera vårt konto med naturen" september 2019
- La Vanguardia (på spanska). "La Tierra tiene un límite, pero la avaricia de algunos, nej" november 2017
- Intervju med Mathis Wackernagel på Treehugger

### Webbplatser och videor
- Webbplats för Mathis Wackernagel
- Webbplats för Global Footprint Network
- Webbplats för Earth Overshoot Day